# Julia Soaemias
Pour les articles homonymes, voir Julia.
Julia Soaemias Bassiana (v. 180 - 11 mars 222) est une impératrice romaine de la dynastie des Sévères, mère de l'empereur Héliogabale. Portée au pouvoir avec son fils en 218 grâce à sa mère Julia Maesa, belle-sœur de l'empereur Septime Sévère, elle est éliminée en même temps que son fils lors de la révolution de palais de 222.

## Biographie
Elle est née à Émèse (Homs en Syrie) d'une puissante famille sacerdotale. Elle est la fille de Caius Julius Avitus Alexianus et de Julia Maesa, sœur de l'impératrice Julia Domna, l'épouse de Septime Sévère. Les auteurs antiques l'appellent Julia Soaemias Bassiana, sauf l'Histoire Auguste qui la nomme Symiamira et Eutrope qui lui donne le nom de Symiasera, déformations non expliquées. Elle est l'épouse du chevalier  Sextus Varius Marcellus, originaire de Syrie et qui exerça diverses procuratèles connues par son épitaphe, décédé vers 216 ou 217. Elle a vers 204 un fils Varius Avitus Bassianus, qui sera connu plus tard comme l'empereur Héliogabale.
L'usurpateur Macrin qui élimine en 217 son cousin l'empereur Caracalla renvoie à Émèse Julia Domna avec toute sa famille, Julia Maesa et Julia Soaemias. Son fils tout jeune devient alors grand prêtre du dieu local Élagabal.
En 218, Julia Maesa suscite une mutinerie de la Legio III Gallica, en prétendant que Bassianus est l'enfant illégitime de Caracalla et de sa cousine Julia Soaemias. À l'issue d'une guerre civile en Syrie contre les troupes favorables à l'empereur Macrin, le parti de Julia Maesa et Julia Soaemias l'emporte. La famille retourne s'installer à Rome avec le nouvel empereur, où elle arrive le 29 septembre 219.
Le jeune Héliogabale règne jusqu'en 222 à Rome sous la tutelle de sa grand-mère. Il choque par le bouleversement des cultes romains pour imposer son culte solaire et par ses débauches. Sa grand-mère Julia Maesa suscite une révolution de palais au profit d'un autre petit-fils, Alexandre Sévère. Le 11 ou 12 mars 222, Julia Soaemias est assassinée avec son fils par les prétoriens,.

### Sources antiques
- (la + fr) Auteur inconnu (trad. André Chastagnol, préf. André Chastagnol), Histoire Auguste, Robert Laffont, coll. « Bouquins », 1994, CLXXXII + 1244 (ISBN 2-221-05734-1), sur Wikisource Vie d’Antonin Héliogabale.
- Dion Cassius, Roman history, books 71-80, édition d'Earnest Cary, Londres (Loeb Classical Library, Harvard University Press), 2001.
- Hérodien, Histoire des empereurs romains, De Marc Aurèle à Gordien III, traduction de Denis Roques, Les Belles Lettres, collection La roue à livres, Paris, 2004.

### Ouvrages contemporains
- Paul Petit, Histoire générale de l’Empire romain, Seuil, 1974, 800 p. (ISBN 2020026775).